# 加拉河号驱逐舰
陛下之舰“加拉河”号（英語：HMS Gala）是英国皇家海军根据1903-1904年海军计划订购的一艘亚罗型江河级驱逐舰。本舰以加拉河命名，也是第一艘以此命名的英国皇家海军舰只。该舰于1905年1月7日下水，同年6月正式服役。1908年4月28日在与“细心”号巡洋舰的碰撞事故中，该舰意外沉没。

## 设计与建造
“加拉河”号是英国皇家海军1903-1904年度造舰计划中的15艘江河级驱逐舰之一。该舰于1904年2月1日在亚罗造船厂铺设龙骨，并于1905年1月7日下水。1905年6月完工后，该舰被拖到查塔姆海军造船厂，并在6月30日正式服役。该舰是首艘使用“加拉河”这个名字的英国皇家海军舰艇。
“加拉河”号的设计基于1901年至1902年间从亚罗船厂订购的江河级驱逐舰。因此，“加拉河”号全长在231英尺3英寸（70.49）至231英尺4英寸（70.51）之间，舷宽23英尺6英寸（7.16），吃水深度为7英尺21⁄2英寸（2.20）。轻载排水量为590長噸（600公噸），满载排水量为660長噸（670公噸）。
舰载四台亚罗式水管锅炉向两组四缸三胀式蒸汽发动机提供蒸汽。引擎额定输出功率为7,500匹指示馬力（5,600千瓦特），合同设计要求航速达到25.5節（29.3英里每小時；47.2每小時），在海试期间达到25.9節（29.8英里每小時；48.0每小時）。四个烟囱分成两组，间距紧密的安装在上层建筑。
包括“加拉河”号在内的江河级驱逐舰最初的武器装备与之前的30节型驱逐舰相同，包括一门QF 12磅12𠵆舰炮和五门6磅（57毫米）炮以及两具18英寸（450毫米）鱼雷发射管。尽管该舰级的早期舰船有两门6磅炮安装在炮塔上，但在包括“加拉河”号在内的1903年至1904年建造的舰船上，这些炮被移动到舰艏，使其工作环境更为干燥。1906年，参照日俄战争期间的经验教训，6磅炮的作用十分有限，因此海军部决定拆除5门6磅舰炮，并升级为3门12磅8𠵆速射炮。其中2门新炮安装在舰艏，第三门安装在舰尾中线上。该舰级各舰在1907年至1908年间进行了新装备的改造工程。

## 服役

### 战前
服役后，“加拉河”号加入了驻扎在希尔内斯的预备驱逐舰分队。 1905年10月，该舰奉命转调到波特兰港，担任第二驱逐舰分队的高级军官用舰。1906年12月，“加拉河”号配属到朴茨茅斯，并被分配了一个由骨干舰员组成的团队。

### 沉没
1908年4月27日下午，由包括侦察巡洋舰“冒险”号和“细心”号在内的15艘舰艇组成的东方驱逐舰纵队离开哈里奇进行射击演习和夜间演习。午夜过后不久，因所有参演舰只的灯光都处于管制之下，“加拉河”号的引擎室的后部被“细心”号的撞角撞击，舰身断为两截并造成一人死亡。由此“加拉河”号不得不进入希尔内斯进行修理。但在向浅水区拖拽的过程中，“加拉河”号舰体的前后两段都不幸沉没。

## 脚注

### 引文
1. ↑  Jane (1969)，第75頁.
2. ↑  Jane (1990)，第76頁.
3. ↑  刘杨（2014年），第89页
4. ↑  于百九（2022年），第85页
5. 1 2  Friedman (2009)，第91頁.
6. ↑  Friedman (2009)，第304頁.
7. ↑  . The Times (37599). 1905-01-09: 5.
8. ↑  . The Times (37741). 1905-06-23: 7.
9. ↑  . The Times (37746). 1905-06-29: 11.
10. 1 2  . The Times (37749). 1905-07-03: 12.
11. ↑  Colledge & Warlow (2006)，第137頁.
12. ↑  Chesneau & Kolesnik (1979)，第100頁.
13. 1 2 3 4  Chesneau & Kolesnik (1979)，第99頁.
14. 1 2  Friedman (2009)，第292頁.
15. ↑  Fock (1981)，第80頁.
16. ↑  Leyland & Brassey (1906)，第6頁.
17. ↑  Friedman (2009)，第89, 91頁.
18. ↑  Manning (1961)，第48頁.
19. ↑  Friedman (2009)，第97頁.
20. ↑  . The Times (37840). 1905-10-17: 11.
21. ↑  . The Navy List. 1913-01: 270a  [2023-07-13].
22. ↑  . Poverty Bay Herald. 1908-06-12: 5  [2024-05-06]. （原始内容存档于2018-07-15）.
23. ↑  . The Gympie Times. 1908-04-30: 3  [2024-05-06]. （原始内容存档于2024-05-06）.

## 扩展阅读
- March, Edgar J. . London: Seeley Service. 1966. OCLC 164893555 （英语）.